# Vela als Jocs Olímpics d'estiu de 1920
Als Jocs Olímpics de 1920 celebrats a la ciutat d'Anvers (Bèlgica) es disputaren 14 proves de vela esportiva. Només una categoria comptà amb la presència de més de tres vaixells participants, restant en quarta posició un vaixell belga i esdevenint alhora l'única embarcació que no obtingué medalla en alguna de les 14 categories. Totes les proves es realitzaren a la costa de la ciutat d'Oostende.

## Nacions participants
Hi participaren un total de 101 regatistes de 6 nacionalitats diferents:
- Bèlgica (14)
- França (3)
- Noruega (59)
- Països Baixos (8)
- Regne Unit* (6)
- Suècia (11)

* En l'equip britànic participà una única dona, Dorothy Wright, que aconseguí la medalla d'or en la categoria de 7 metres.

## Resum de medalles
| Prova                           | Or | Argent                                                                                      | Bronze |
| 12 peus detalls                 | Països Baixos · Beatrijs IIIJohan Hin · Cornelis Hin · Frans Hin | Països Baixos · BoreasArnoud van der Biesen · Petrus Beukers                                | No es concedí |
| 18 peus detalls                 | Regne Unit · BratFrancis Richards · Thomas Hedberg | No es concedí                                                                               | No es concedí |
| 30 m² detalls                   | Suècia · KullanGösta Lundqvist · Rolf Steffenburg · Gösta Bengtsson | No es concedí                                                                               | No es concedí |
| 40 m² detalls                   | Suècia · SifTore Holm · Yngve Holm · Axel Rydin · Georg Tengwall | Suècia · ElsieGustaf Svensson · Ragnar Svensson · Percy Almstedt · Erik Mellbin             | No es concedí |
| 6 metres (1907 rating) detalls  | Bèlgica · EdelweißEmile Cornellie · Florimond Cornellie · Frédéric Bruynseels | Noruega · MarmiEinar Torgensen · Andreas Knudsen · Leif Erichsen                            | Noruega · StellaHenrik Agersborg · Trygve Pedersen · Einar Berntsen                                               |
| 6 metres (1919 rating) detalls  | Noruega · JoAndreas Brecke · Paal Kaasen · Ingolf Rød | Bèlgica · Tan-Fe-PahLéon Huybrechts · Charles van den Bussche · John Klotz                  | No es concedí |
| 6½ metres (1919 rating) detalls | Països Baixos · OranjeJohan Carp · Petrus Wernink · Bernard Carp | França · Rose PomponAlbert Weil · Félix Picon · Robert Monier                               | No es concedí |
| 7 metres detalls                | Regne Unit · AncoraWilliam Maddison · Dorothy Wright · Robert Coleman · Cyril Wright                                                                                             | Noruega · ForneboJohan Faye · Christian Dick · Sten Abel · Niels Nielsen                    | No es concedí |
| 8 metres (1907 rating) detalls  | Noruega · IreneCarl Ringvold · Thorleif Holbye · Tellef Wagle · Kristoffer Olsen · Alf Jacobsen                                                                                  | No es concedí                                                                               | No es concedí |
| 8 metres (1919 rating) detalls  | Noruega · SildraMagnus Konow · Reidar Marthiniussen · Ragnar Vik · Thorleif Christoffersen                                                                                       | Noruega · LynJens Salvesen · Lauritz Schmidt · Finn Schiander · Nils Thomas · Ralph Tschudi | Bèlgica · Antwerpia VAlbert Grisar · Willy de l'Arbre · Léopold Standaert · Henri Weewauters · Georges Hellebuyck |
| 8.5 metres (1919 rating)        | No tingué participants | No tingué participants                                                                      | No tingué participants                                                                                            |
| 9 metres (1907 rating)          | No tingué participants | No tingué participants                                                                      | No tingué participants                                                                                            |
| 10 metres (1907 rating) detalls | Noruega · EledaErik Herseth · Sigurd Holter · Ingar Nielsen · Ole Sørensen · Petter Jamvold · Gunnar Jamvold · Claus Juell                                                       | No es concedí                                                                               | No es concedí |
| 10 metres (1919 rating) detalls | Noruega · Mosk IICharles Arentz · Willy Gilbert · Robert Giertsen · Arne Sejersted · Halfdan Schjøtt · Trygve Schjøtt · Otto Falkenberg                                          | No es concedí                                                                               | No es concedí |
| 12 metres (1907 rating) detalls | Noruega · AtlantaHenrik Østervold · Jan Østervold · Ole Østervold · Hans Næss · Halvor Møgster · Halvor Birkeland · Rasmus Birkeland · Kristian Østervold · Lauritz Christiansen | No es concedí                                                                               | No es concedí |
| 12 metres (1919 rating) detalls | Noruega · Heira II · Johan Friele · Olaf Ørvig · Arthur Allers · Christen Wiese · Martin Borthen · Egill Reimers · Kaspar Hassel · Thor Ørvig · Erik Ørvig                       | No es concedí                                                                               | No es concedí |

## Medaller
| Posició | País          | Or | Argent | Bronze | Total |
| 1       | Noruega       | 7  | 3      | 1      | 11    |
| 2       | Països Baixos | 2  | 1      | 0      | 3     |
| 2       | Suècia        | 2  | 1      | 0      | 3     |
| 4       | Regne Unit    | 2  | 0      | 0      | 2     |
| 5       | Bèlgica       | 1  | 1      | 1      | 3     |
| 6       | França        | 0  | 1      | 0      | 1     |